# Telepathy (software)
Telepathy è un framework che viene utilizzato per creare programmi per comunicazioni interpersonali, come instant messaging, Voice over IP o videoconferenza. Telepathy rende possibile la creazione, di applicazioni di comunicazione, tramite il meccanismo di comunicazione tra processi via D-Bus. Attraverso ciò Telepathy mira a semplificare lo sviluppo di tali applicazioni e di promuovere il riutilizzo del codice all'interno della comunità del software libero attraverso la definizione di un confine logico tra le applicazioni e i protocolli di rete sottostanti.

## Implementazioni
Ci sono implementazioni free software di vari protocolli che esportano l'interfaccia di Telepathy:
- Gabble: per XMPP, incluso il supporto per Jingle
- Butterfly: per Windows Live Messenger
- Idle: per Internet Relay Chat
- Salut: per il protocollo di collegamento-locale XMPP
- Haze: per accedere ai protocolli supportati da libpurple, la libreria usata da Pidgin. Ciò è stato fatto come progetto del Google Summer of Code 2007.[1]
- Spirit: per il protocollo Skype, sul Nokia N900.
- Telepathy-SofiaSIP: per Session Initiation Protocol (SIP), utilizzando la libreria open source della Nokia: Sofia-SIP.

Mission Control è il nome del componente che fornisce un modo per l'applicazione finale di astrarre alcuni dettagli di basso livello dei componenti di telepathy, come la gestione delle connessioni.
Tubes sono meccanismi di Telepathy per sostenere il trasferimento di dati arbitrari e remoti IPC.
Telepathy forma le basi del programma di chiamata, video-chiamata, e di instant messaging del Nokia 770, N800, N810 e N900.

## Come funziona Telepathy
Le implementazioni del protocollo forniscono un servizio D-Bus chiamato connection manager. I client telepathy usano questi per creare connessioni ai servizi. Una volta che una connessione viene stabilita, ulteriori comunicazioni avvengono utilizzando oggetti chiamati channel (canali) i quali vengono richiesti dalla connessione. Un canale potrebbe essere utilizzato per inviare e ricevere messaggi di testo, o rappresentare la lista dei contatti, o per stabilire una chiamata VoIP.

## Applicazioni
- Empathy
- Tapioca
- Sugar